# Marian Pavel
Marian Pavel (n. 9 martie 1975, Slobozia, Ialomița, România) este un senator român din comisia pentru Drepturile Omului, Culte si Minorități Arhivat în 22 septembrie 2020, la Wayback Machine. , ales în 2012.
| Experiență profesională |

| Activitate |

| Decembrie 2012-prezent Senator ales in Colegiul uninominal 1 din Circumscriptia electorala nr.23, Ialomita Senatul Romaniei Vicelider al Grupului parlamentar al PSD Decembrie 2012- prezent Membru al Comisiei pentru drepturile omului, culte si minoritati Noiembrie 2015-prezent Membru al Comisiei pentru constitutionalitate, libertati civile si monitorizare a executarii hotararilor Curtii Europene a Drepturilor Omului Martie 2014-februarie 2015 Membru al Comisiei pentru mediu Martie 2015-septembrie 2015 Membru al Comisiei juridice de numiri, disciplina, imunitati si validari 2000-2012 Primar, Comuna Gheorghe Lazar 1997-2000 Purtator de cuvant Agentia Judeteana pentru ocuparea fortei de munca Ialomita |

| Decembrie 2012-prezent Senator ales in Colegiul uninominal 1 din Circumscriptia electorala nr.23, Ialomita Senatul Romaniei Vicelider al Grupului parlamentar al PSD Decembrie 2012- prezent Membru al Comisiei pentru drepturile omului, culte si minoritati Noiembrie 2015-prezent Membru al Comisiei pentru constitutionalitate, libertati civile si monitorizare a executarii hotararilor Curtii Europene a Drepturilor Omului Martie 2014-februarie 2015 Membru al Comisiei pentru mediu Martie 2015-septembrie 2015 Membru al Comisiei juridice de numiri, disciplina, imunitati si validari 2000-2012 Primar, Comuna Gheorghe Lazar 1997-2000 Purtator de cuvant Agentia Judeteana pentru ocuparea fortei de munca Ialomita |

| Activitate |

| Decembrie 2012-prezent Senator ales in Colegiul uninominal 1 din Circumscriptia electorala nr.23, Ialomita Senatul Romaniei Vicelider al Grupului parlamentar al PSD Decembrie 2012- prezent Membru al Comisiei pentru drepturile omului, culte si minoritati Noiembrie 2015-prezent Membru al Comisiei pentru constitutionalitate, libertati civile si monitorizare a executarii hotararilor Curtii Europene a Drepturilor Omului Martie 2014-februarie 2015 Membru al Comisiei pentru mediu Martie 2015-septembrie 2015 Membru al Comisiei juridice de numiri, disciplina, imunitati si validari 2000-2012 Primar, Comuna Gheorghe Lazar 1997-2000 Purtator de cuvant Agentia Judeteana pentru ocuparea fortei de munca Ialomita |

| Decembrie 2012-prezent Senator ales in Colegiul uninominal 1 din Circumscriptia electorala nr.23, Ialomita Senatul Romaniei Vicelider al Grupului parlamentar al PSD Decembrie 2012- prezent Membru al Comisiei pentru drepturile omului, culte si minoritati Noiembrie 2015-prezent Membru al Comisiei pentru constitutionalitate, libertati civile si monitorizare a executarii hotararilor Curtii Europene a Drepturilor Omului Martie 2014-februarie 2015 Membru al Comisiei pentru mediu Martie 2015-septembrie 2015 Membru al Comisiei juridice de numiri, disciplina, imunitati si validari 2000-2012 Primar, Comuna Gheorghe Lazar 1997-2000 Purtator de cuvant Agentia Judeteana pentru ocuparea fortei de munca Ialomita |

| Educație și formare |

| Studii |

| 1998-2003 Licentiat in stiinte juridice Facultatea de drept Universitatea Titu Maiorescu Bucuresti 1989-1993 Liceul industrie alimentara Fetesti Octombrie 2015-martie 2016 Curs: Politica externa si diplomatie Institutul Diplomatic Roman |

| 1998-2003 Licentiat in stiinte juridice Facultatea de drept Universitatea Titu Maiorescu Bucuresti 1989-1993 Liceul industrie alimentara Fetesti Octombrie 2015-martie 2016 Curs: Politica externa si diplomatie Institutul Diplomatic Roman |

| Studii |

| 1998-2003 Licentiat in stiinte juridice Facultatea de drept Universitatea Titu Maiorescu Bucuresti 1989-1993 Liceul industrie alimentara Fetesti Octombrie 2015-martie 2016 Curs: Politica externa si diplomatie Institutul Diplomatic Roman |

| 1998-2003 Licentiat in stiinte juridice Facultatea de drept Universitatea Titu Maiorescu Bucuresti 1989-1993 Liceul industrie alimentara Fetesti Octombrie 2015-martie 2016 Curs: Politica externa si diplomatie Institutul Diplomatic Roman |

| Experiență politică |

| Activitate |

| Vicepreședinte PSD Ialomița |

| Vicepreședinte PSD Ialomița |

| Activitate |

| Vicepreședinte PSD Ialomița |

| Vicepreședinte PSD Ialomița |

| Activitate în teritoriu |

| Contact în teritoriu |

| Cabinet parlamentar Slobozia, b-dul Chimiei, nr.2, tel: 0243/236.850 |

| Cabinet parlamentar Tandarei, Sos. Bucuresti, Bl. 52 H, SC.D Tel: 0243/ 273.760 |

| Cabinet parlamentar Fetesti, str. Calarasi, intre Bl. cfr 5 - cfr 7 Tel: 0766.670.692 |

| Cabinet parlamentar Slobozia, b-dul Chimiei, nr.2, tel: 0243/236.850 |

| Cabinet parlamentar Tandarei, Sos. Bucuresti, Bl. 52 H, SC.D Tel: 0243/ 273.760 |

| Cabinet parlamentar Fetesti, str. Calarasi, intre Bl. cfr 5 - cfr 7 Tel: 0766.670.692 |

| Cabinet parlamentar Slobozia, b-dul Chimiei, nr.2, tel: 0243/236.850 |

| Cabinet parlamentar Tandarei, Sos. Bucuresti, Bl. 52 H, SC.D Tel: 0243/ 273.760 |

| Cabinet parlamentar Fetesti, str. Calarasi, intre Bl. cfr 5 - cfr 7 Tel: 0766.670.692 |

| Cabinet parlamentar Slobozia, b-dul Chimiei, nr.2, tel: 0243/236.850 |

| Cabinet parlamentar Tandarei, Sos. Bucuresti, Bl. 52 H, SC.D Tel: 0243/ 273.760 |

| Cabinet parlamentar Fetesti, str. Calarasi, intre Bl. cfr 5 - cfr 7 Tel: 0766.670.692 |

| Contact în teritoriu |

| Cabinet parlamentar Slobozia, b-dul Chimiei, nr.2, tel: 0243/236.850 |

| Cabinet parlamentar Tandarei, Sos. Bucuresti, Bl. 52 H, SC.D Tel: 0243/ 273.760 |

| Cabinet parlamentar Fetesti, str. Calarasi, intre Bl. cfr 5 - cfr 7 Tel: 0766.670.692 |

| Cabinet parlamentar Slobozia, b-dul Chimiei, nr.2, tel: 0243/236.850 |

| Cabinet parlamentar Tandarei, Sos. Bucuresti, Bl. 52 H, SC.D Tel: 0243/ 273.760 |

| Cabinet parlamentar Fetesti, str. Calarasi, intre Bl. cfr 5 - cfr 7 Tel: 0766.670.692 |

| Cabinet parlamentar Slobozia, b-dul Chimiei, nr.2, tel: 0243/236.850 |

| Cabinet parlamentar Tandarei, Sos. Bucuresti, Bl. 52 H, SC.D Tel: 0243/ 273.760 |

| Cabinet parlamentar Fetesti, str. Calarasi, intre Bl. cfr 5 - cfr 7 Tel: 0766.670.692 |

| Cabinet parlamentar Slobozia, b-dul Chimiei, nr.2, tel: 0243/236.850 |

| Cabinet parlamentar Tandarei, Sos. Bucuresti, Bl. 52 H, SC.D Tel: 0243/ 273.760 |

| Cabinet parlamentar Fetesti, str. Calarasi, intre Bl. cfr 5 - cfr 7 Tel: 0766.670.692 |

| Alte informații |

| Alte informatii: |

| Limbi straine: Engleza, nivel B1 Competente si aptitutini de utilizare a calculatorului: Microsoft Word, Windows 95, 98, 2000, XP, Excel Permis de conducere: Categoria B, din anul 1996 |

| Limbi straine: Engleza, nivel B1 Competente si aptitutini de utilizare a calculatorului: Microsoft Word, Windows 95, 98, 2000, XP, Excel Permis de conducere: Categoria B, din anul 1996 |

| Naționalitate |

| Româna |

| Româna |

| Alte informatii: |

| Limbi straine: Engleza, nivel B1 Competente si aptitutini de utilizare a calculatorului: Microsoft Word, Windows 95, 98, 2000, XP, Excel Permis de conducere: Categoria B, din anul 1996 |

| Limbi straine: Engleza, nivel B1 Competente si aptitutini de utilizare a calculatorului: Microsoft Word, Windows 95, 98, 2000, XP, Excel Permis de conducere: Categoria B, din anul 1996 |

| Naționalitate |

| Româna |

| Româna |